# Paralelo 29 N
O paralelo 29 N é um paralelo que está 29 graus a norte do plano equatorial da Terra.
Começando no Meridiano de Greenwich na direcção leste, o paralelo 29 N passa sucessivamente por:
| País, território ou mar | Notas                                                       |
| ----------------------- | ----------------------------------------------------------- |
| Argélia                 |                                                             |
| Líbia                   |                                                             |
| Egito                   |                                                             |
| Mar Vermelho            | Golfo do Suez                                               |
| Egito                   | Península do Sinai                                          |
| Mar Vermelho            | Golfo de Aqaba                                              |
| Arábia Saudita          |                                                             |
| Kuwait                  |                                                             |
| Golfo Pérsico           |                                                             |
| Irão                    |                                                             |
| Paquistão               |                                                             |
| Índia                   |                                                             |
| Nepal                   |                                                             |
| China                   |                                                             |
| Índia                   | Arunachal Pradesh, reivindicado pela China                  |
| China                   | Cerca de 12 km                                              |
| Índia                   | Arunachal Pradesh, reivindicado pela China - cerca de 17 km |
| China                   |                                                             |
| Mar da China Oriental   | Passa entre as ilhas Yokoatejima e Takarajima, Japão        |
| Oceano Pacífico         |                                                             |
| México                  | Ilha de Guadalupe                                           |
| Oceano Pacífico         |                                                             |
| México                  | Baixa Califórnia                                            |
| Golfo da Califórnia     | Passa a sul da Ilha Ángel de la Guarda                      |
| México                  | Ilha Tiburón e parte continental                            |
| Estados Unidos          | Texas - cerca de 17 km                                      |
| México                  |                                                             |
| Estados Unidos          | Texas                                                       |
| Golfo do México         |                                                             |
| Estados Unidos          | Delta do Mississippi, Louisiana                             |
| Golfo do México         |                                                             |
| Estados Unidos          | Flórida                                                     |
| Oceano Atlântico        | Passa a norte da ilha La Palma, Espanha                     |
| Espanha                 | Ilha de Lanzarote                                           |
| Oceano Atlântico        |                                                             |
| Marrocos                |                                                             |
| Argélia                 |                                                             |